# Осада Шабаца
Осада Шабаца или Сабача (венгер. Szabács ostroma (1521)) — первое сражение османо-венгерской войны 1521—1526 гг., продолжавшееся с 20 июня по 7 июля 1521 года.
В 1520 году на османский престол взошел Сулейман Великолепный. Сулейман послал к венгерскому королю посла с требованием дани; венгры убили посла, чем и доставили султану предлог к войне. В 1521 году он выступил против Венгрии, стремясь вначале захватить основные крепости на её южной границе, а затем завоевать Венгерское королевство. Одна часть армии султана должна была занять Белград, а другая, под предводительством Ахмеда-паши, — крепость Шабац.
Шабац уже отразил турецкую осаду в 1492 году. С годами состояние крепости ухудшилось, поскольку дворяне растратили государственные средства, которые должны были быть использованы на оборону. Охрана крепости была ослаблена, вооружение устарело, стены не ремонтировались. Несколько сотен венгерских и сербских защитников под командой Шимона Логоди и Андраша Торма, защищавшие крепость, были полны решимости держаться до конца, и дали торжественную клятву. Армия Ахмед-паши насчитывала около 25 000 человек.
Как только Ахмед-паша окружил крепость, он сразу же начал осаду. Внешние стены крепости через несколько дней попали в его руки, и защитники были вынуждены укрыться в цитадели. В ходе дальнейших кровопролитных боев число защитников сократилось до шестидесяти человек, закончился порох, что не позволило применить огнестрельное оружие. Хотя у защитников была возможность бежать через Саву, Логоди вместо этого решил сражаться до конца. 7 июля начался генеральный штурм. Шестьдесят венгерских и сербских воинов дали последний бой на рыночной площади и погибли героической смертью. 
Спустя пять дней османская армия начала осаду Белграда, которая длилась около двух месяцев. Хотя обе крепости пали, их сопротивление не позволило султану в этом году вторгнуться на территорию Венгерского королевства.